# Velarifictorus
Velarifictorus is een geslacht van rechtvleugeligen uit de familie krekels (Gryllidae). De wetenschappelijke naam van dit geslacht is voor het eerst geldig gepubliceerd in 1964 door Randell.

## Soorten
Het geslacht Velarifictorus omvat de volgende soorten:
- Velarifictorus gayandi Otte & Alexander, 1983
- Velarifictorus kittana Otte & Alexander, 1983
- Velarifictorus nullaga Otte & Alexander, 1983
- Velarifictorus scutellatus Chopard, 1951
- Velarifictorus urunga Otte & Alexander, 1983
- Velarifictorus anemba Otte & Alexander, 1983
- Velarifictorus bogabilla Otte & Alexander, 1983
- Velarifictorus caribonga Otte & Alexander, 1983
- Velarifictorus diminuens Walker, 1869
- Velarifictorus dummala Otte & Alexander, 1983
- Velarifictorus fistulator Saussure, 1877
- Velarifictorus illalonga Otte & Alexander, 1983
- Velarifictorus mediocris Mjoberg, 1913
- Velarifictorus pikiara Otte & Alexander, 1983
- Velarifictorus woomera Otte & Alexander, 1983
- Velarifictorus brevifrons Gorochov, 2001
- Velarifictorus longifrons Chopard, 1969
- Velarifictorus acutilobus Ingrisch, 1998
- Velarifictorus affinis Chopard, 1948
- Velarifictorus albipalpis Chopard, 1969
- Velarifictorus amani Otte & Cade, 1983
- Velarifictorus andamanensis Bhowmik, 1967
- Velarifictorus angustus Ingrisch, 1998
- Velarifictorus aspersus Walker, 1869
- Velarifictorus basui Bhowmik, 1985
- Velarifictorus beybienkoi Gorochov, 1985
- Velarifictorus bicornis Ingrisch, 1998
- Velarifictorus bolivari Uvarov, 1912
- Velarifictorus bos Gorochov, 1992
- Velarifictorus botswanus Otte, Toms & Cade, 1988
- Velarifictorus brunneri Chopard, 1969
- Velarifictorus bubalus Gorochov, 1992
- Velarifictorus bulbosus Ingrisch, 1998
- Velarifictorus burri Chopard, 1962
- Velarifictorus ceylonicus Chopard, 1928
- Velarifictorus changus Otte, 1987
- Velarifictorus chobei Otte, Toms & Cade, 1988
- Velarifictorus confinius Ingrisch, 1998
- Velarifictorus cuon Gorochov, 2001
- Velarifictorus dedzai Otte, 1987
- Velarifictorus elephas Gorochov, 1992
- Velarifictorus fallax Chopard, 1969
- Velarifictorus flavifrons Chopard, 1966
- Velarifictorus ghanzicus Otte, 1987
- Velarifictorus gradifrons Ingrisch, 1998
- Velarifictorus grylloides Chopard, 1969
- Velarifictorus hemelytrus Saussure, 1877
- Velarifictorus hiulcus Karsch, 1893
- Velarifictorus horridus Ingrisch, 1998
- Velarifictorus jharnae Bhowmik, 1967
- Velarifictorus kasungu Otte, 1987
- Velarifictorus katangensis Sjöstedt, 1917
- Velarifictorus khasiensis Vasanth, Lahiri, Biswas & Ghosh, 1975
- Velarifictorus koshunensis Shiraki, 1911
- Velarifictorus lambai Bhowmik, 1985
- Velarifictorus latithorax Chopard, 1928
- Velarifictorus lengwe Otte, 1987
- Velarifictorus leonidi Gorochov, 2001
- Velarifictorus lepesmei Chopard, 1961
- Velarifictorus lesnei Chopard, 1935
- Velarifictorus maindroni Chopard, 1969
- Velarifictorus matuga Otte & Cade, 1983
- Velarifictorus micado Saussure, 1877
- Velarifictorus minoculus Ingrisch, 1998
- Velarifictorus modicoides Ingrisch, 1998
- Velarifictorus mosambicus Chopard, 1962
- Velarifictorus natus Otte, Toms & Cade, 1988
- Velarifictorus neavei Sjöstedt, 1917
- Velarifictorus nepalicus Bey-Bienko, 1968
- Velarifictorus nigrifrons Brunner von Wattenwyl, 1893
- Velarifictorus nigrithorax Chopard, 1962
- Velarifictorus novaeguineae Gorochov, 1988
- Velarifictorus nyasa Otte, 1987
- Velarifictorus obniger Otte & Cade, 1983
- Velarifictorus okavangus Otte, Toms & Cade, 1988
- Velarifictorus parvus Chopard, 1928
- Velarifictorus politus Ichikawa, 2001
- Velarifictorus problematicus Gorochov, 1996
- Velarifictorus pui Ingrisch, 1998
- Velarifictorus rectus Ingrisch, 1998
- Velarifictorus rhombifer Chopard, 1954
- Velarifictorus ryukyuensis Oshiro, 1990
- Velarifictorus sahyadrensis Vasanth, 1991
- Velarifictorus saussurei Chopard, 1969
- Velarifictorus shillongensis Vasanth, 1993
- Velarifictorus shimba Otte & Cade, 1983
- Velarifictorus similis Chopard, 1938
- Velarifictorus simillimus Chopard, 1938
- Velarifictorus spinosus Ingrisch, 1998
- Velarifictorus sukhadae Bhowmik, 1967
- Velarifictorus sulcifrons Ingrisch, 1998
- Velarifictorus sus Gorochov, 1992
- Velarifictorus tenepalpus Ingrisch, 1998
- Velarifictorus transversus Chopard, 1938
- Velarifictorus triangularis Ingrisch, 1998
- Velarifictorus vicinus Chopard, 1955
- Velarifictorus vietnamensis Gorochov, 2001
- Velarifictorus viphius Otte, 1987
- Velarifictorus vittifrons Sjöstedt, 1917
- Velarifictorus whelleni Chopard, 1954